# Peque (Colombia)
Peque es un municipio de Colombia, localizado en la subregión Occidente del departamento de Antioquia. Limita por el norte con el municipio de Ituango; por el este con los municipios de Ituango, Toledo y Sabanalarga; por el sur con el municipio de Buriticá y por el oeste con los municipios de Cañasgordas y Dabeiba. Su cabecera dista 200 kilómetros de la ciudad de Medellín, capital del departamento de Antioquia. El municipio posee una extensión de 392 kilómetros cuadrados.

## Generalidades
- Fundación: El 3 de enero de 1868
- Erección en municipio, ordenanza 13 de marzo de 1915
- Fundador: Don Gaspar de Rodas
- Apelativo: “Verdadera Capital de la Montaña”.

## División Político-Administrativa
Además de su cabecera municipal, Peque tiene bajo su jurisdicción los siguientes corregimientos (de acuerdo a la Gerencia departamental):
- Barbacoas.
- El Agrio.
- Jerigua.
- La Vega del Inglés.
- Lomitas.
- Los Llanos.

## Demografía
Población Total: 8 644 hab. (2024)
- Cabecera municipal: 2 997
- Población rural dispersa y centros poblados: 5 647

## Economía
- Agricultura: café
- Ganadería
- Minería
- Maderas
- Comercio muy activo.

## Fiestas
- Olimpiadas Campesinas
- Fiestas de la Virgen del Carmen el 16 de julio.
- Fiestas del Fríjol y la Cosecha.
- festival cultural de la cuenca del rio cauca del occidente antioqueño
- fiestas de las tierras amarillas (corregimiento del Agrio)
- fiestas del anón (corregimiento de Barbacoas)
- fiestas de la paz, la cultura y el retorno llanero (corregimiento de los Llanos)

## Sitios de interés
- Parque nacional natural Paramillo, llamado "La Fábrica del Agua"; hay en él selvas húmedas y especies endémicas.
- Cascada de La Llorona en el corregimiento de Los Llanos
- Salto de La Escopeta en el río Cauca .
- Los baños termales [vereda toldas].
- Ciénaga de Santa Águeda.
- Zona arqueológica.
- Iglesia de Santo Domingo de Guzmán.